# Nijniaïa Toura
Nijniaïa Toura (en russe : Нижняя Тура) est une ville de l'oblast de Sverdlovsk, en Russie. Sa population s'élevait à 17 985 habitants en 2023.

## Géographie
Nijniaïa Toura est située dans l'Oural et arrosée par la rivière Toura, dans le bassin de l'Ob. Elle se trouve à 204 km au nord de Iekaterinbourg et à 1 372 km à l'est-nord-est de Moscou.
La ville secrète de Lesnoï, où sont fabriquées des armes nucléaires depuis les années 1950, borde Nijniaïa Salda au nord-ouest et les deux villes ne forment qu'une seule agglomération.

## Histoire
À l'arrivée des Russes, un sanctuaire des Mansi se trouvait sur le site de la ville actuelle. Nijniaïa Toura a été fondée en 1754 près d'une usine sidérurgique du même nom. En 1824, furent découverts dans les environs des gisements d'or et de platine. Les mines d'Isovskié produisirent plus de la moitié de l'or et du platine de l'Oural attirant une nombreuse population. Une fabrique d'armes fonctionna dans la ville de 1852 à 1862. Plus tard, de 1889 à 1893, elle accueillit des prisonniers politiques : Iakov Sverdlov, Fiodor Sergueïev (Camarade Artiom) et Ivan Malychev y furent ainsi exilés. En 1906, une voie ferrée fut construite entre Nijniaïa Toura et Serov. Elle accéda au statut de commune urbaine en 1929, puis à celui de ville en 1949.

## Population
Recensements (*) ou estimations de la population
| 1926* | 1939* | 1959*  | 1970*  | 1979*  |
| ----- | ----- | ------ | ------ | ------ |
| 5 428 | 5 363 | 20 638 | 19 562 | 22 926 |

| 1989*  | 2002*  | 2010*  | 2012   | 2013   |
| ------ | ------ | ------ | ------ | ------ |
| 26 268 | 24 247 | 22 641 | 21 596 | 21 503 |